# Гангчента
Гангчента је планина у источним Хималајима, у главном хималајском гребену, на граници између Бутана и Кине. 6.620 m висока планина налази се на ивици националног парка Џигме Дорџи, 14. километра од планинског села Лаја. Планина Џомолари удаљена је од Ганченте 40 km југозападно, а планина Тунгшанђабу 40 km источно. На југоисточним падинама планине извире река По Чу, док се на северној страни планине налази језеро Дуокинг Чо. Према Хималајском Индексу на планину се још увек званично није попела ниједна експедиција.